# Rymice
Rymice (en allemand : Rimitz) est une commune du district de Kroměříž, dans la région de Zlín, en République tchèque. Sa population s'élevait à 616 habitants en 2025.

## Géographie
Rymice se trouve à 11 km au nord-est de Kroměříž, à 17 km au nord-ouest de Zlín, à 69 km à l'est-nord-est de Brno et à 237 km à l'est-sud-est de Prague.
La commune est limitée par Kostelec u Holešova, Roštění et Bořenovice au nord, et par Holešov à l'est, au sud et à l'ouest.

## Histoire
La première mention écrite de la localité date de 1353.

## Transports
Par la route, Rymice se trouve à 4 km de Holešov, à 13 km de Kroměříž, à 21 km de Zlín, à 79 km de Brno et à 285 km de Prague.

## Source
- (cs) Cet article est partiellement ou en totalité issu de l’article de Wikipédia en tchèque intitulé « Rymice » (voir la liste des auteurs).